# Regalskeppet Kronan (1618)
Kronan, även kallad Rikskronan, var ett svenskt regalskepp som byggdes på Harboviks skeppsgård och sjösattes kring året 1618. Från 1632 när ett nytt skepp tillkom med samma namn fick hon heta Gamla Kronan.
Kronan förde 1621 en besättning av 127 man och var bestyckad med 32 kanoner, vilket trots det ringa artilleriet, gjorde henne till ett av den tidens största svenska örlogsfartyg.